# Online Encyclopedia on Mass Violence
La Online Encyclopedia of Mass Violence (OEMV) è un progetto enciclopedico istituito su iniziativa dello storico e politologo francese Jacques Sémelin, direttore di ricerca presso il Centre National de la Recherche Scientifique, coadiuvato da un'équipe di docenti universitari provenienti da vari paesi. È stata creata con lo scopo di costituire una fonte affidabile di dati riguardo a massacri, genocidi e crimini contro non combattenti perpetrati durante il XX secolo o in precedenza.